# Marie-Joseph Angélique
Marie-Josèphe-Angélique (o Marie-Josèphe conocida como Angélique) fue una esclava negra, nacida hacia 1710 en Madeira, Portugal. Fue acusada de haber causado un incendio en Montreal y ejecutada públicamente el 21 de junio de 1734.

## Biografía

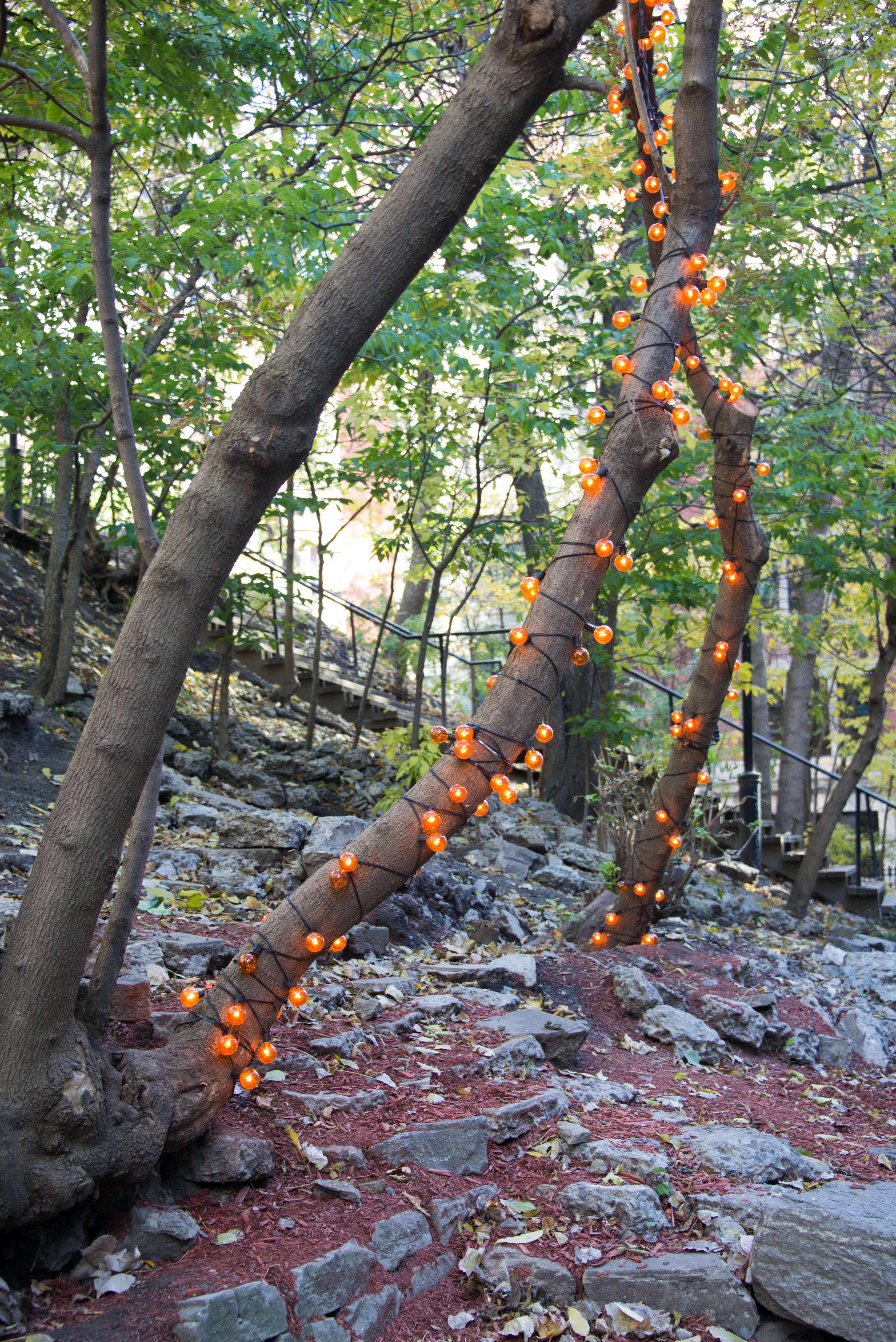
Historia de la vuelta, 2017.

El comerciante Alexis Lemoine, conocido como Monière, fue el padrino de bautismo, de Marie-Josèphe-Angélique el 28 de junio de 1730.  En enero de 1731, tuvo un hijo con César, otro esclavo de un comerciante, y en mayo de 1732 dio a luz un par de mellizos. Su ama era Thérèse de Coignes de Francheville, esposa de François Poulin de Francheville, quien falleció en 1733.  Durante el juicio, declaró que inicialmente había sido comprada primero por "Niclus Blek", probablemente Nicolas Bleeker, un comerciante del estado de Nueva York involucrado en el comercio de esclavos, quien luego la vendió a los Francheville.
En abril de 1734, creyendo que su ama planeaba venderla, Marie-Josèphe-Angélique decidió huir a Nueva Inglaterra con Claude Thibault, un hombre blanco del que estaba enamorada. Amenazó a su dueña con incendiar su casa si no la liberaba, tanto antes como después del incendio, frente a varios testigos, incluidos alguaciles. Posteriormente, fue sospechosa de haber provocado el incendio en la residencia de Madame de Francheville, ubicada en la calle Saint-Paul, que se extendió a las casas vecinas y al Hôtel-Dieu. Además del Hôtel-Dieu, el incendio destruyó 40 edificios más.
Después de ser capturada, fue condenada a reparar el daño y a ser quemada viva el 4 de junio. En apelación, el consejo superior conmutó la pena. El 21 de junio, Marie-Josèphe-Angélique fue interrogada bajo tortura por Mathieu Léveillé, maestro de las altas obras (verdugo) del Canadá. Bajo tortura, confesó y afirmó que actuó sola. Fue ahorcada antes de que su cuerpo fuera quemado y sus cenizas esparcidas.  
Su historia se describe como la primera resistencia documentada contra la crueldad de la esclavitud por parte de una mujer negra en Canadá. 

## Juicio
El primer interrogatorio de Marie-Josèphe tuvo lugar el lunes 12 de abril de 1734, dos días después del incendio. 
Uno de los testigos en el juicio de Angélique fue Marguerite de Couagne, sobrina de 10 años de Thérèse de Couagne, el ama de Marie-Josèphe Angélique. Marguerite testificó que oyó a alguien subir las escaleras la tarde del incendio. Tras revisar el juicio, se determinó que la acusada era la persona que Marguerite había oído. Se dice que subió al ático con brasas en un brasero o en una pala para colocarlas en el suelo.  También habría eliminado cualquier posibilidad de rescate cerca del incendio. Sin embargo, Marie-Josèphe Angélique no intentó escapar después del incendio, a pesar de haberlo hecho seis semanas antes. Además, habría salvado algunas de las pertenencias de su ama de las llamas. 
El único testigo ocular citado en el juicio fue Amable Lemoine Monière, quien en ese momento tenía cuatro o cinco años. Fue llamada a testificar ante el tribunal el 26 de mayo, 44 días después de que comenzara el juicio. 
Aparte de Amable Lemoine Monière, las personas llamadas a testificar no eran testigos presenciales válidos. Un residente llamado Latreille habría sido el único adulto que presenció el incendio, ya que estaba frente a la casa de Francheville cuando ocurrió. Sin embargo, Latreille no fue llamado a testificar. Hoy en día, la literatura sobre el tema afirma que «el fiscal Foucher no presentó ninguna prueba convincente y los testigos sólo pudieron incriminar a la acusada basándose en rumores o reproches sobre su conducta o su carácter». 
Marie-Josèphe-Angélique fue declarada culpable de incendiar la casa de su ama el 4 de junio de 1734. Como castigo, primero debía ser torturada para que revelara a sus cómplices. Luego, el día de su ejecución, sería torturada nuevamente, le cortarían el puño y sería quemada viva en la plaza pública. 
El 12 de junio, Marie-Josèphe fue torturada y confesó su crimen bajo la tortura, pero no delató a ningún cómplice. El consejo superior confirmó su culpabilidad, pero rechazó la forma de ejecutar la sentencia. Aunque la acusada aún debía ser torturada, ahora estaba condenada a la horca.
Su ejecución se llevó a cabo el 21 de junio de 1734.
Sus tres hijos conocidos murieron en la infancia. Eustace falleció al mes de nacer, el 12 de febrero de 1731. En cuanto a los mellizos, el varón, Louis, murió al día siguiente de nacer, y la niña, Marie-Françoise, a los cinco meses, el 23 de octubre de 1732. En el certificado de defunción de la pequeña, el sacerdote indica de padre desconocido, lo que contradice su certificado de bautismo, donde Marie-Angélique declaró que todos sus hijos eran de César.

## Películas y libros
El juicio de Marie-Josèphe-Angélique es considerado uno de los más significativos que ocurrieron durante el régimen francés. 
La vida y el juicio de Marie-Josèphe-Angélique son el tema del libro "The Hang of Angelique: The Untold Story of Canadian Slavery and the Burning of Old Montreal", publicado en 2006 por la University of Georgia.  Su autor, Afua Cooper, es doctor en Historia y ha dedicado quince años de investigación a este tema.
La directora quebequense Marquise Lepage vuelve al proceso en el documental Le Rouge et le Noir... au service du Blanc, dedicado a la esclavitud en Nueva Francia. En la edición de 2010 del Festival Mundial de Cine de Montreal,  se presentó una docuficción titulada Les Mains Noirs, dirigida por Tetchena Bellange.
De octubre de 2006 a mayo de 2007, el Centro de Historia de Montreal presentó la exposición interactiva ¿Quién incendió Montreal? 1734, que recreaba el juicio de Angélique. En 2017, la artista algonquina Nadia Myre creó una instalación de luz y sonido inspirada en la vida de Marie Josèphe Angélique, titulada Histoire histoire, en el jardín de la Basílica de San Patricio en Montreal. 

## Homenajes póstumos

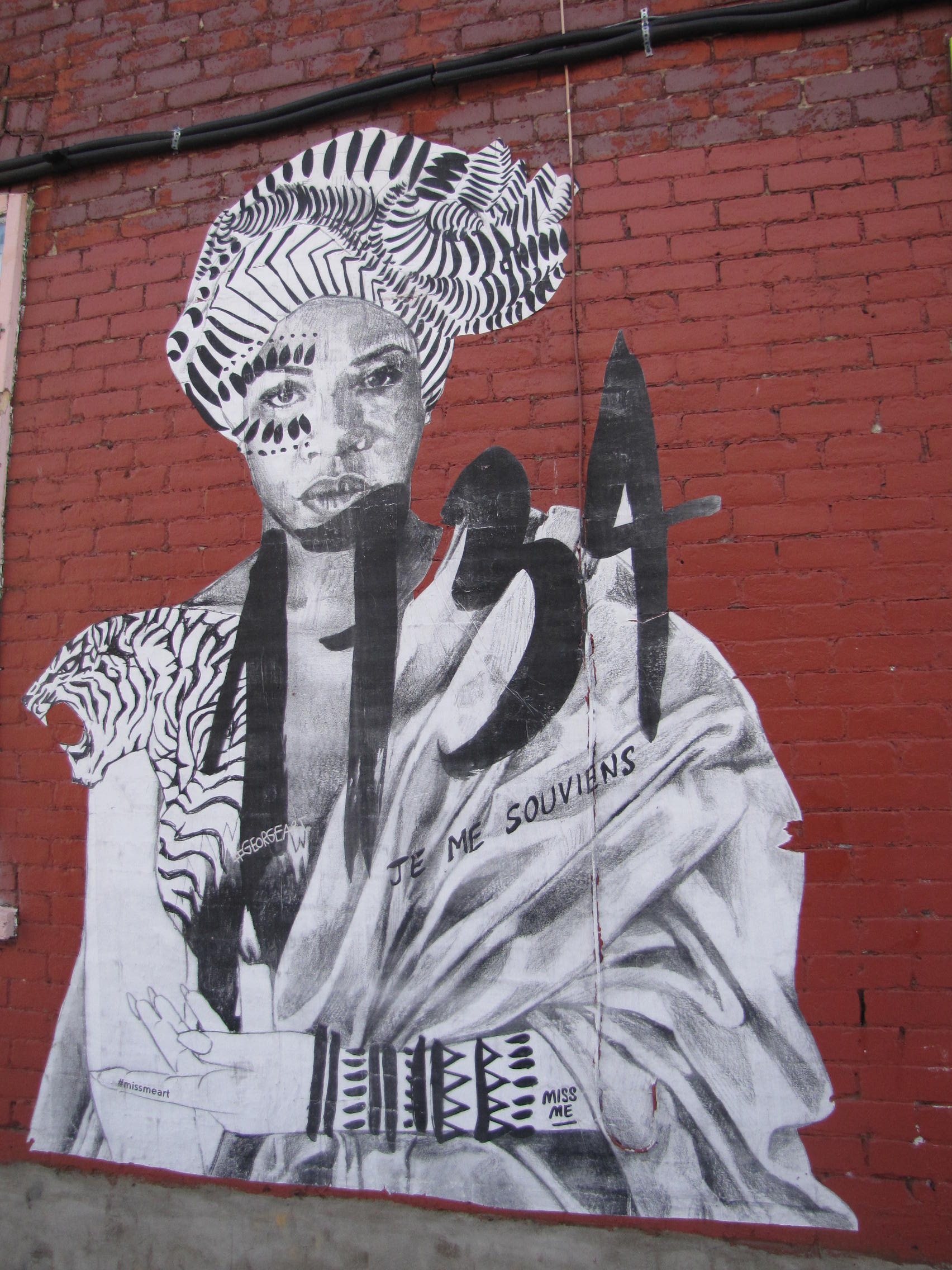
Mural en honor a Marie-Josèphe-Angélique cerca de las calles Saint-Laurent y Saint-Viateur en la ciudad de Montreal.

En 2006 se organizó en Montreal una jornada de homenaje en la que participó el alcalde de la ciudad.  Michaëlle Jean, quien era la gobernadora general de Canadá en ese momento, descubrió una placa conmemorativa dedicada a Marie-Josèphe-Angélique.  En febrero de 2012, se inauguró en Montreal el parque Marie-Josèphe-Angélique. ubicado cerca de la entrada a la estación Champ-de-Mars del metro de Montreal.
Un mural, en honor a Marie-Josèphe-Angélique, fue creado por el artista urbano MissMe como parte del e aniversario de la ciudad de Montreal. Está ubicado en un callejón cerca de las calles Saint-Laurent y Saint-Viateur.